# Risan
Risan (klas. gr. Rhizon, łac. Risinium, wł. Risano) – miasto w południowo-zachodniej części Czarnogóry nad Zatoką Kotorską (Boka Kotorska) na wybrzeżu Adriatyku. Stanowisko archeologiczne znane m.in. z pochodzących z połowy II wieku mozaik zdobiących tzw. Wille Hypnosa.
Risan jest najbardziej na północ wysuniętym miastem Zatoki Kotorskiej. Leży na skraju Zalewu Risańskiego. Otoczone jest dwoma pasmami górskimi – od wschodu pasmem Ledenice, od zachodu pasmem Zvećana. Nad miastem góruje wzniesienie zwane Gradina (202 m n.p.m.).

## Historia

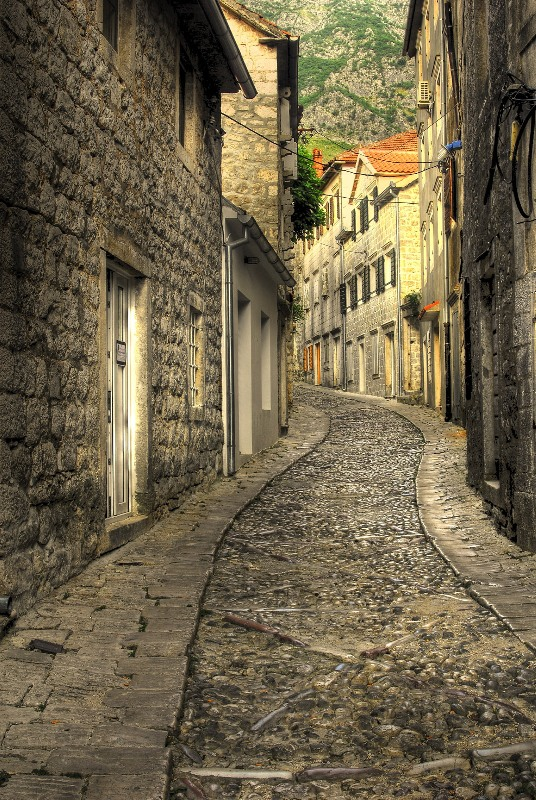
Gabela

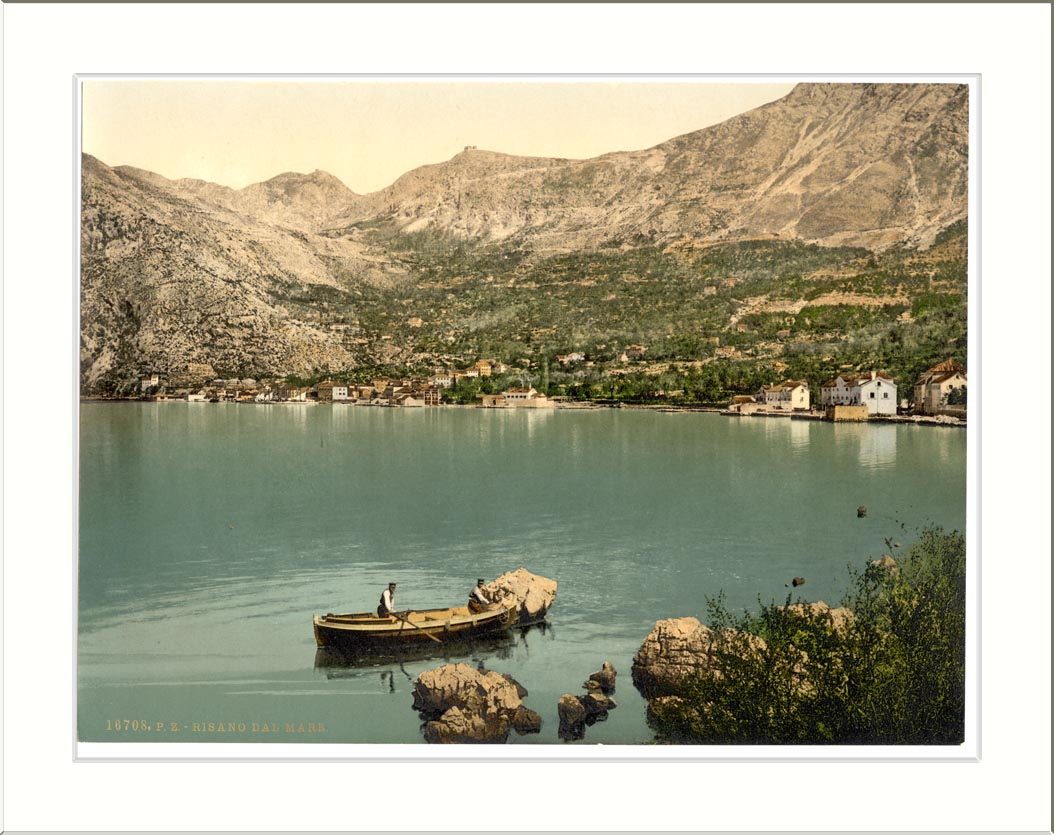
Risan w latach 1890–1900

Nie jest jasne, kiedy powstała pierwsza osada. Według niepotwierdzonych przypuszczeń mogła istnieć już w epoce brązu. Pewne jest jednak, że jest najstarszą osadą w Zatoce Kotorskiej, zamieszkałą już od IV wieku p.n.e. przez Ilirów. W tym czasie mieszkańcy osady (zwanej wówczas Rhizon) utrzymywali ożywione kontakty z Grekami, którzy także się tutaj osiedlili. Po zamordowaniu rzymskich posłów przez iliryjskich piratów, królowa Teuta z Ilirii w 228 r. p.n.e. przeniosła tutaj ze Szkodry stolicę swojego państwa. Nie udało jej się jednak obronić przed Rzymem, który w 168 r. p.n.e. podbił tereny Zatoki Kotorskiej, jednak plemię Rhizonitów utrzymało wolność i przywileje. W tym czasie też pojawiają się monety króla Ballaiosa/Balajosa. Biorąc pod uwagę dystrybucję monet, można założyć, że mennica bijąca te monety znajdowała się właśnie w Rhizon.
Za czasów rzymskich, miasto nosiło nazwę Risinum i było częścią prowincji Illyricum (w czasach Republiki), a później Dalmatia (w czasach Cesarstwa). Największy rozkwit miasta przypadał na I i II wiek n.e., kiedy było ono najludniejszym miastem w regionie (zamieszkanym przez ok. 10 tys. ludzi). Wówczas wybudowano wielkie pałace z greckiego marmuru ozdobione rzeźbami. Z tego okresu pochodzi również 5 mozaik rzymskich, będących świadectwem bogactwa miasta.
Po podziale państwa rzymskiego miasto wraz z całym regionem stało się częścią Cesarstwa wschodniorzymskiego (Cesarstwa Bizantyńskiego). Na początku VII wieku miasto zaatakowali Awarowie i Słowianie, po czym zostało ono niemal w całości opuszczone. Następnie włączono je do obszaru administracyjnego Żupanii Dukielskiej. Po roku 1042, po bitwie pod Barem między Wojisławem i Bizantyńczykami, Risinium weszło w skład księstwa Zety.
W 1466 r. Wenecjanie zaoferowali hercegowi Stjepanowi wyspę Brač i pałac w Splicie w zamian za jego dwa miasta: Risan i Herceg Novi. W wyniku ekspansji Imperium Osmańskiego na Bałkanach, w latach 1482–1688 Risan znajdował się w rękach Turków. Od 1688 r. Risan (wówczas zwany w języku weneckim Risano), tak jak reszta Zatoki Kotorskiej, należał do Republiki Weneckiej, jako część tzw. Albanii Weneckiej.
Po upadku Republiki Weneckiej i pokoju w Campo Formio w 1797 r., Risan (wraz z całym regionem) stał się częścią Monarchii Habsburgów. W ciągu następnych kilkunastu lat epoki napoleońskiej, miasto zajmowały różne wojska – wpierw francuskie, później rosyjskie, potem ponownie francuskie. Po kongresie wiedeńskim w 1815 r., Risan (wraz z całym regionem) przyłączono do Królestwa Dalmacji, będącego krajem koronnym Cesarstwa Austrii.
Po zakończeniu I wojny światowej, miasto stało się częścią nowo powstałego Państwa Słoweńców, Chorwatów i Serbów, przekształconego miesiąc później w Królestwo Serbów, Chorwatów i Słoweńców, a od 1929 pod nazwą Królestwo Jugosławii. Podczas włoskiej okupacji w latach 1941–1943, miasto było częścią Prowincji Kotorskiej (Provincia di Cattaro), jednej z trzech prowincji w Gubernatorstwie Dalmacji. Po zakończeniu II wojny światowej, Risan wszedł w skład Socjalistycznej Republiki Czarnogóry, będącej częścią składową tzw. drugiej Jugosławii. W latach 1992–2003 wchodzi w skład Federalnej Republiki Jugosławii, a później w latach 2003–2006 Serbii i Czarnogóry.
Podczas trzęsienia ziemi w kwietniu 1979 r., budynki miasteczka zostały poważnie uszkodzone. Risan wraz z Kotorem i innymi okolicznymi miejscowościami został w październiku 1979 r. wpisany na listę światowego dziedzictwa UNESCO jako część tzw. Przyrodniczego i Kulturowo-Historycznego Regionu Kotoru.

## Zabytki
- Cerkiew Świętych Piotra i Pawła – znajdująca się w centrum miasta, wzniesiona w 1601 r., przebudowana w latach 1722–1796.

- pałac Iveliciów – trzykondygnacyjny pałac wzniesiono w XVIII wieku. Pierwsze piętro pełniło funkcje reprezentacyjne, drugie służyło do celów mieszkalnych, a na poddaszu znajdowały się pomieszczenia kuchenne. Budynek ma kwadratowy dziedziniec otoczony murem.
- mozaiki z czasów rzymskich – najcenniejszą z nich jest mozaika przedstawiająca sen rzymskiego boga Hypnosa – jedyna taka na świecie. Wykonano ją w II w. n.e., a znajduje się w pomieszczeniu służącym za sypialnię.

Od 2000 r. w Risan prowadzone są rozległe badania archeologiczne przez polskich archeologów z Ośrodka Badań nad Antykiem Europy Południowo-Wschodniej Uniwersytetu Warszawskiego. W latach 2001–2002 odkryli oni w jednej z rzymskich willi pomieszczenie służące jako łazienka, wyposażone w basen ozdobiony mozaikami i piec do podgrzewania wody. Odkryto także liczne greckie i rzymskie amfory oraz gliniane pitos (duże naczynia w kształcie beczki) używane do przechowywania oliwy, owoców i zboża. W 2010 r. odkryli oni dwuuszny dzban z 5 tys. monet ze srebra i brązu, ważących ponad 15 kg. Dzban znajdował się pod podłogą badanego domostwa o rozbudowanym planie greckim. Monety pochodzą z III w. p.n.e. z czasów panowania iliryjskiego króla Ballaiosa. W 2012 r. archeolodzy odkryli kolejny skarb: sakiewkę z 100 monet z czasów króla Ballaiosa, fragmenty cennych naczyń ceramicznych oraz mury należące do zabudowy miasta z końca IV i początku III wieku p.n.e.

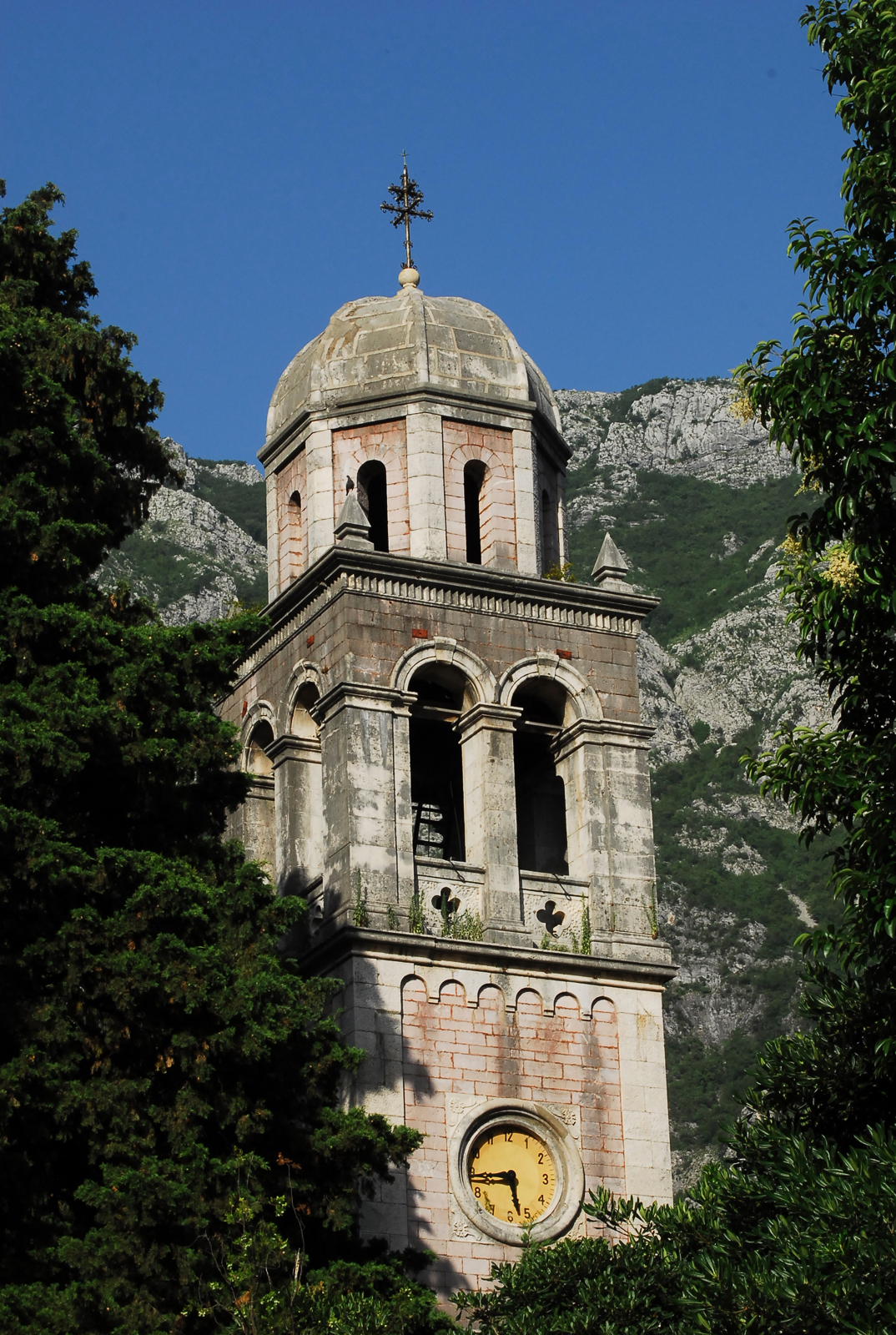
Cerkiew św. św. Piotra i Pawła w Risan
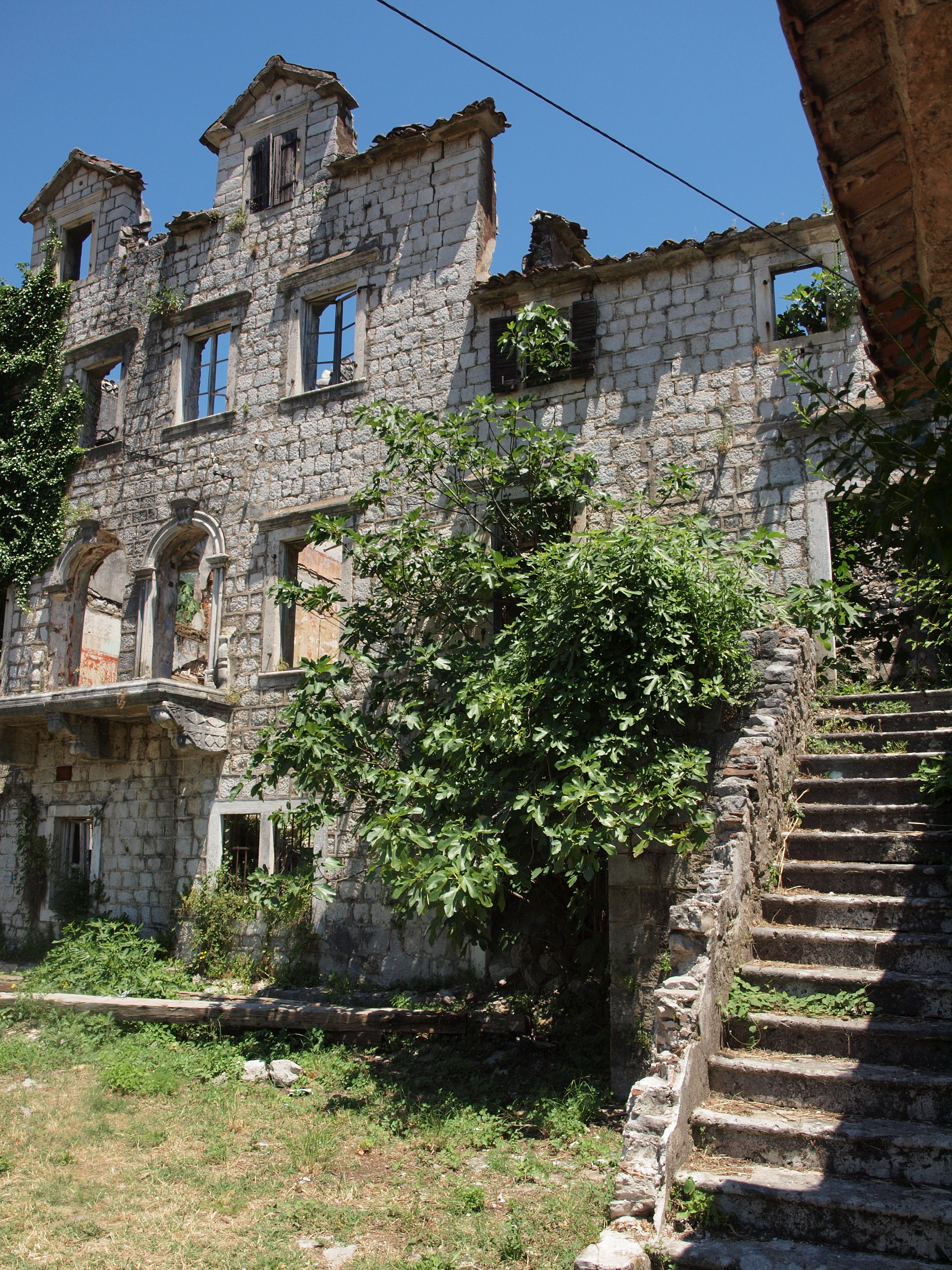
Pałac z czasów weneckich
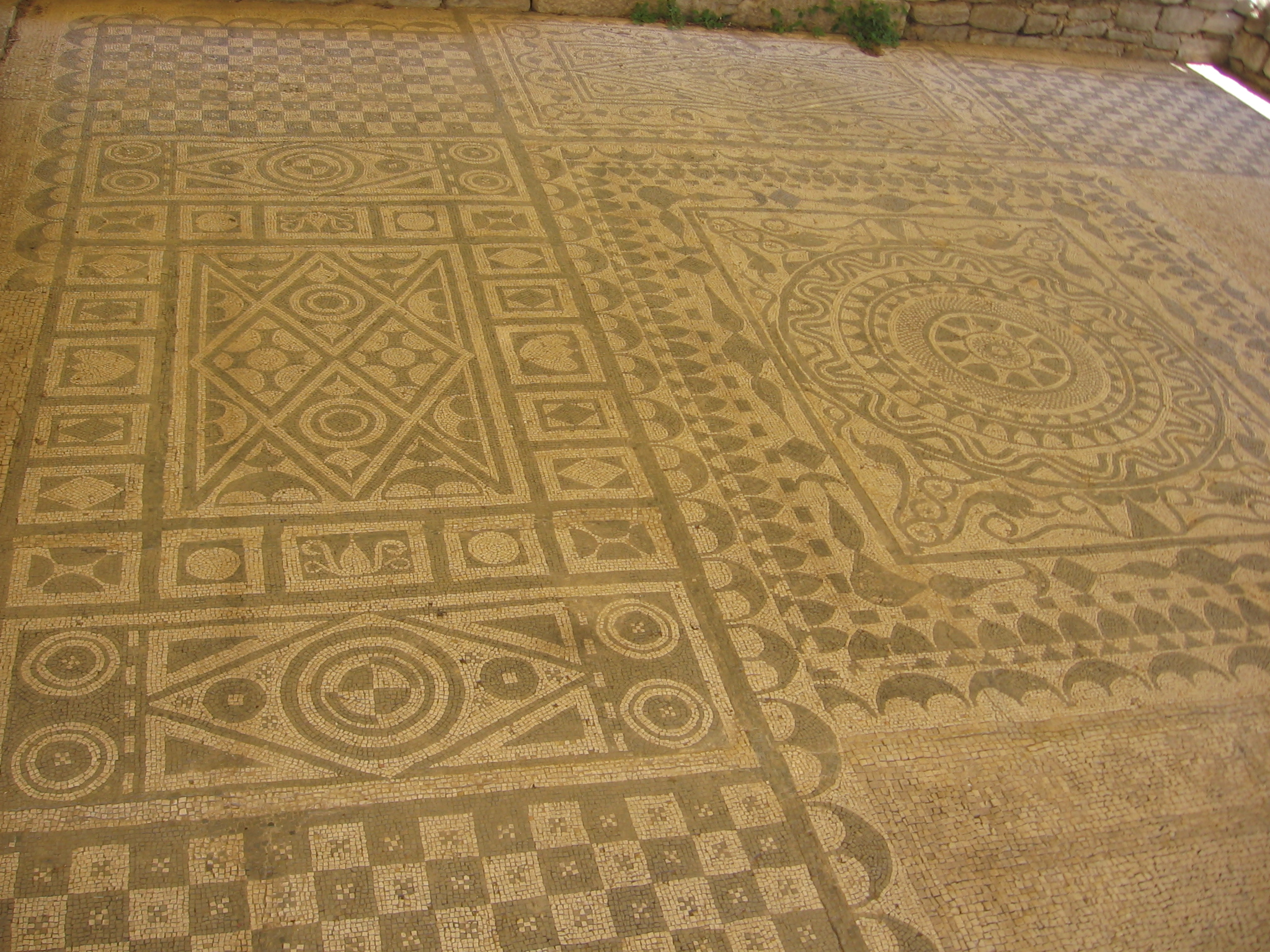
Rzymskie mozaiki
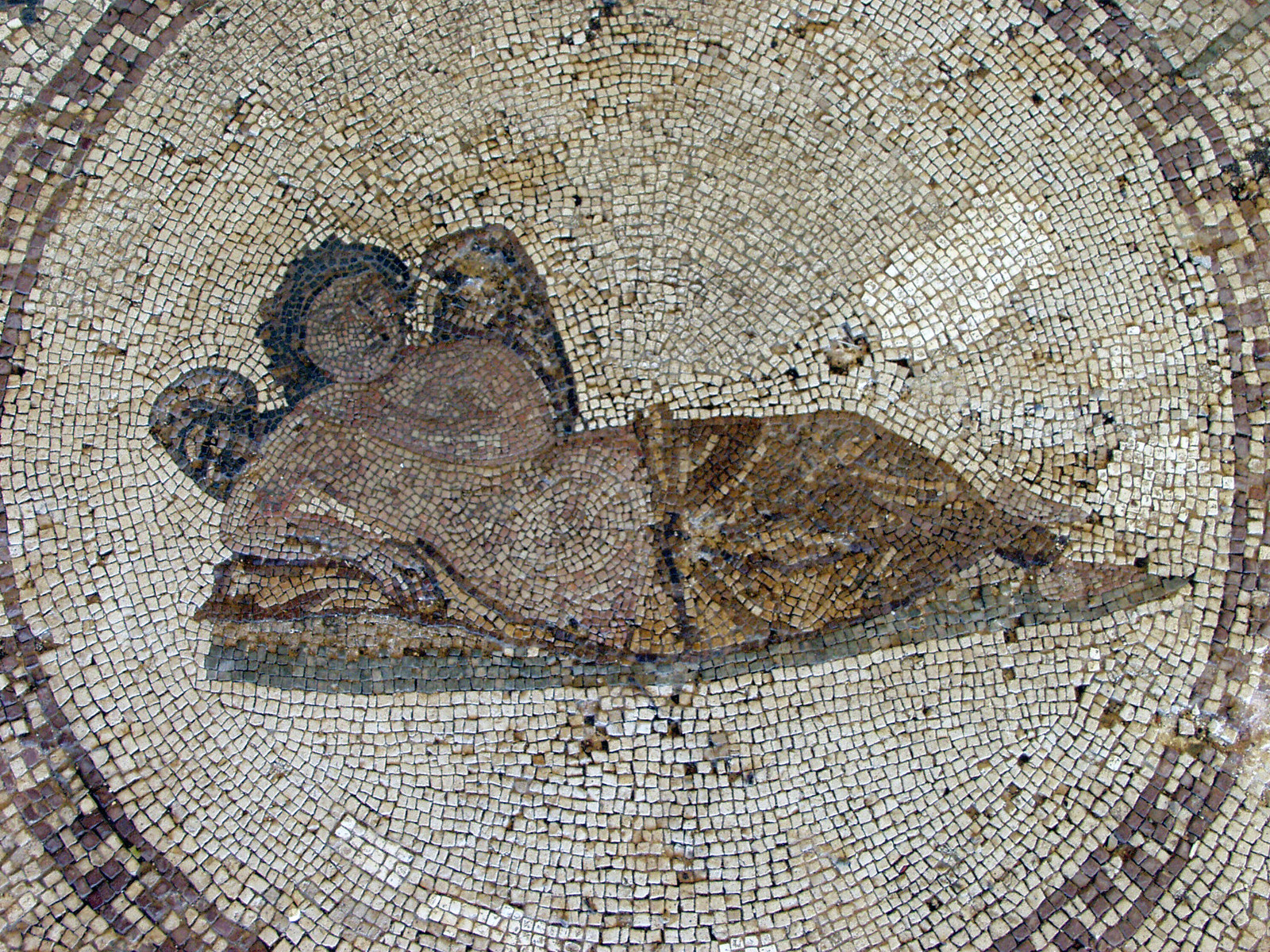
Mozaika przedstawiająca Hypnosa
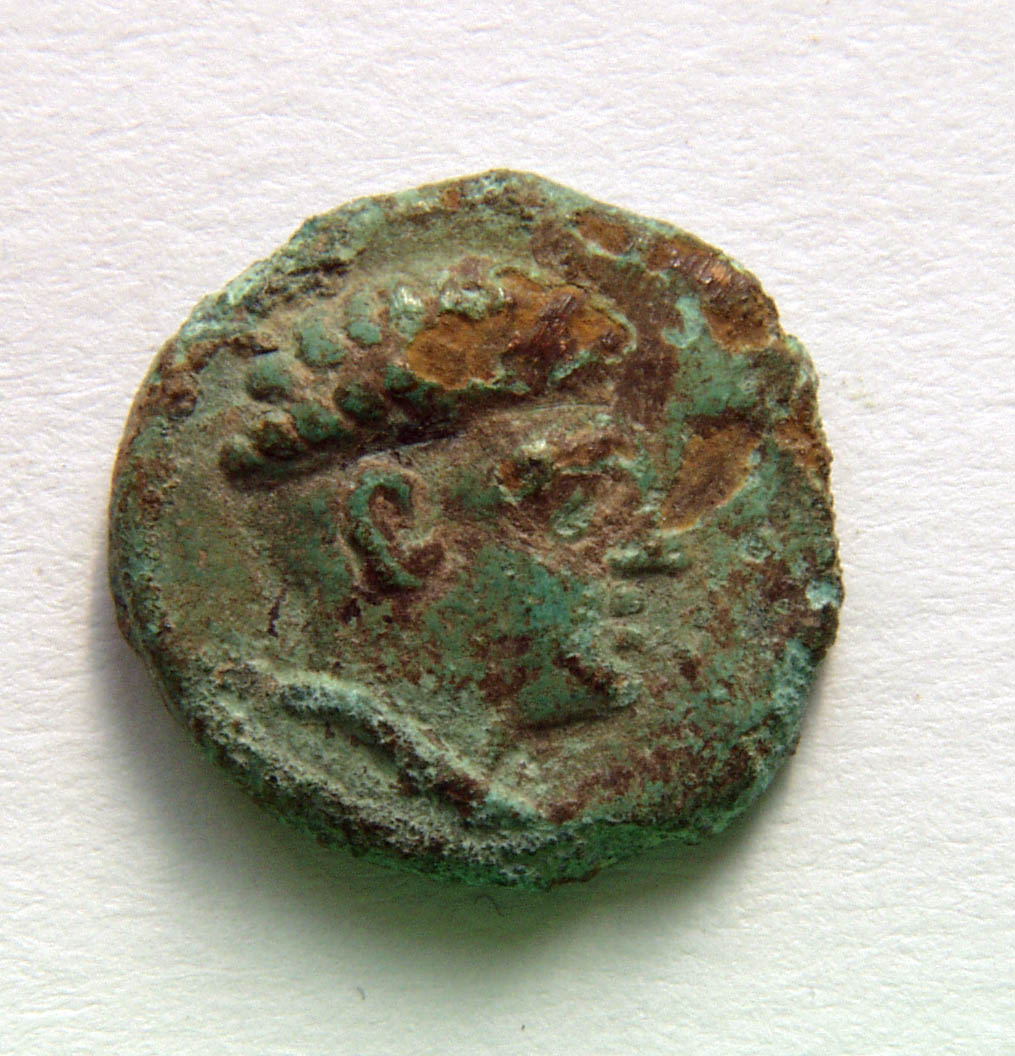
Moneta z Risan z przedstawieniem króla Balajosa